# مفهوم (فقه)
المفهوم عند الأصوليين خلاف المنطوق وهو ما دلّ عليه اللفظ لا في محل النطق بأن يكون حكما بغير المذكور وحالا من أحواله، وهو ينقسم إلى مفهوم موافقة ومفهوم مخالفة لأنّ حكم غير المذكور إمّا موافق لحكم المذكور نفيا أو إثباتا أو لا.